# Stopplaats Schinkeldijk
Stopplaats Schinkeldijk (telegrafische code: skd) is een voormalige stopplaats aan de Spoorlijn Aalsmeer - Amsterdam Willemspark, destijds aangelegd en geëxploiteerd door de Hollandsche Electrische-Spoorweg-Maatschappij. De stopplaats lag ten westen van Bovenkerk nabij de Kleine Poel. De stopplaats is vernoemd naar de aangrenzende Schinkeldijk die de Schinkelpolder omringt. Aan de spoorlijn werd de stopplaats voorafgegaan door stopplaats Kerkweg en gevolgd door station Bovenkerk. Stopplaats Schinkeldijk werd geopend op 1 mei 1915 en gesloten op 15 mei 1933.